# Nhật ký Anne Frank
Nhật ký Anne Frank là một cuốn sách bao gồm các trích đoạn từ một cuốn nhật ký do cô bé Anne Frank viết trong khi đang lẩn trốn cùng gia đình trong thời kỳ Đức Quốc xã chiếm đóng Hà Lan. Gia đình cô bé đã bị bắt năm 1944 và Frank cuối cùng đã chết vì bệnh sốt phát ban ở trại tập trung Bergen-Belsen. Sau chiến tranh, cuốn nhật ký đã được Miep Gies đưa lại cho cha của Anne là ông Otto Frank.
Xuất bản lần đầu với tựa Het Achterhuis: Dagboekbrieven van 12 Juni 1942 – 1 Augustus 1944 (The Annex: diary notes from ngày 12 tháng 6 năm 1942 – ngày 1 tháng 8 năm 1944) bởi Nhà xuất bản Contact ở Amsterdam năm 1947, cuốn sách đã nhận được sự chú ý của công chúng và bình phẩm rộng rãi khi có bản dịch tiếng Anh với tên Anne Frank: The Diary of a Young Girl bởi Doubleday & Company (Hoa Kỳ) và Vallentine Mitchell (Vương quốc Liên hiệp Anh và Bắc Ireland) năm 1952. Sự phổ biến của nó đã truyền cảm hứng cho sự ra đời của vở kịch năm 1955 bởi nhà biên kịch Frances Goodrich và Albert Hackett, và sau đó họ đã chuyển thể thành phim năm 1959.
Năm 2009, Nhật ký Anne Frank được Tổ chức Giáo dục, Khoa học và Văn hóa Liên Hợp Quốc (UNESCO) đưa vào Danh lục ký ức thế giới. Theo UNESCO, Nhật ký Anne Frank là một trong "10 cuốn sách được đọc rộng rãi nhất trên toàn thế giới."

## Lịch sử xuất bản
Sau khi gia đình Anne Frank bị bắt, một người phụ nữ tên là Miep Gies đã thấy những trang nhật ký của Anne Frank rơi trên sàn nhà tại nơi gia đình Anne Frank ẩn náu. Hai vợ chồng bà Miep Gies và bốn nhân viên khác trong công ty của ông Otto Frank, cha của Anne Frank, đã cung cấp thức ăn, nước uống, sách vở cho gia đình Anne Frank và bốn người Do Thái khác trong 25 tháng (từ năm 1942 đến năm 1944) khi họ trốn trong văn phòng kinh doanh của ông Otto Frank ở Amsterdam, Hà Lan. Miep Gies đã lưu giữ những sách vở và nhật ký của Anne Frank mà mình tìm thấy, khoá chúng trong một ngăn kéo, chờ khi nào Anne Frank trở về sẽ trả lại. Bà Miep Gies đã không đọc nhật ký của Anne Frank vì muốn tôn trọng sự riêng tư của cô.
Ngày 27 tháng 4 năm 1945, Hồng quân Liên Xô giải phóng trại tập trung Auschwitz (Ông Otto Frank, lúc bấy giờ đang bị giữ ở đây). Sau đó Otto Frank trở lại Hà Lan. Khi biết Anne Frank đã chết, Miep Gies đã trao giấy tờ của Anne Frank cho Otto Frank.
Bản sao nhật ký của Anne đầu tiên do Otto Frank thực hiện để gửi cho họ hàng ở Thụy Sĩ. Bản thứ hai, bao gồm một bản chép lại của cuốn nhật ký, trích đoạn từ các bài luận của cô, và một số đoạn trong cuốn nhật ký gốc, trở thành bản nháp đầu tiên được gửi đi xuất bản, cùng với phần lời bạt do một người họ hàng viết kể lại số phận của tác giả cuốn sách. Mùa xuân năm 1946, cuốn sách thu hút sự chú ý của Tiến sĩ Jan Romein, một nhà sử học người Hà Lan, và ông bị xúc động mạnh đến mức đã viết ngay một bài báo gửi cho tờ Het Parool:
| “ | Đây rõ ràng chỉ là một cuốn nhật ký bình thường của một đứa trẻ, cuốn "Kinh Vực sâu" từ lời của một đứa trẻ, tái hiện tất cả những gì ghê tởm nhất của chủ nghĩa phát xít, [về ý nghĩa thì nó] hơn xa tất cả những kết luận của phiên tòa Nürnberg cộng lại. | ” |
| — | |   |

Bài báo này lại thu hút sự chú ý của nhà xuất bản Contact Publishing ở Amsterdam, họ đến gặp Otto Frank và đề nghị ông chuyển cho họ bản thảo cuốn nhật ký để xem xét. Họ cũng đề nghị được xuất bản cuốn sách nhưng khuyên Otto Frank rằng sự thẳng thắn của Anne khi viết về ham muốn tình dục của cô có thể sẽ khiến một số độc giả bảo thủ không hài lòng và đề nghị cắt bỏ một số đoạn. Một vài mục nữa cũng bị xóa bỏ trước khi cuốn sách được xuất bản vào ngày 25 tháng 6 năm 1947. Sách bán chạy; 3000 bản của lần xuất bản đầu tiên sớm được bán hết, và tới năm 1950 cuốn sách đã được tái bản đến lần thứ sáu.
Nhật ký Anne Frank đã được dịch ra hơn 70 thứ tiếng, bán được hơn 35 triệu bản. Nhật ký Anne Frank là cuốn sách bán chạy nhất ở Nhật Bản năm 1953.

## Chuyển thể sang các thể loại nghệ thuật khác
Nhật ký Anne Frank đã được chuyển thể thành phim điện ảnh, phim truyền hình, kịch, nhạc kịch (opera), truyện tranh.
Năm 2008, lần đầu tiên một vở nhạc kịch chuyển thể từ nhật ký Anne Frank được công diễn. Đây là một vở nhạc kịch tiếng Tây Ban Nha, bắt đầu công diễn từ ngày 28 tháng 2 tại nhà hát Haagen-Dazs Calderon ở Madrid, Tây Ban Nha. Đạo diễn vở nhạc kịch này là ông Rafael Alvero. Trước đó, ông Buddy Elias, anh họ và là người thân duy nhất của Anne Frank còn sống, chủ tịch Quỹ Di sản Anne Frank ở Thuỵ Sĩ, đã phản đối dự án dựng vở nhạc kịch dựa theo Nhật ký Anne Frank của Rafael Alvero vì theo ông "Holocaust không phải là đề tài thích hợp để chuyển thể thành âm nhạc". Trong khi đó, Quỹ Anne Frank, tổ chức đang điều hành bảo tàng Anne ở Amsterdam, lại ủng hộ dự án của Rafael Alvero để dàn dựng vở nhạc kịch này.
Năm 2010, Nhật ký Anne Frank lần đầu tiên được chuyển thể thành truyện tranh với tựa đề là "Anne Frank: The Graphic Biography" (có nguồn nói tên tác phẩm là "The life of Anne Frank, the graphic biography"), do hai người Mỹ là Sid Jacobson (nhà văn) và Ernie Colon (họa sĩ) thực hiện. Tác phẩm được xuất bản lần đầu tại Hà Lan vào tháng 7 năm 2010, được dịch ra năm thứ tiếng là Anh, Đức, Ý, Tây Ban Nha và Pháp.

## Bản dịch tiếng Việt
- Bản dịch của Bửu Ý, dịch từ bản tiếng Pháp vào cuối thập kỷ 60 của thế kỷ 20,[12].
- Bản dịch của Đặng Kim Trâm (em của Đặng Thùy Trâm), dịch từ bản tiếng Anh, được xuất bản năm 2006.